# Conte di Cavour
Die Conte di Cavour war ein italienisches Schlachtschiff der Conte-di-Cavour-Klasse im Ersten und Zweiten Weltkrieg. Sie war benannt nach Camillo Benso von Cavour, dem ersten Ministerpräsidenten des vereinigten Italien.

## Geschichte

### Erster Weltkrieg
Nach ihrer Indienststellung 1915 wurde die Conte di Cavour in Tarent stationiert. Nach dem Kriegseintritt Italiens wurde sie am 24. Mai 1915 das Flaggschiff von Konteradmiral Luigi Amadeo von Savoyen. Aufgabe der italienischen Flotte in Tarent war die Bekämpfung der Marine Österreich-Ungarns in der Adria, zu größeren Gefechten kam es jedoch nicht. Die Conte di Cavour war während des Krieges bei drei Operationen lediglich 40 Stunden im Kriegseinsatz, während sie 966 Stunden für Übung und Ausbildung in See war.

### Zwischenkriegszeit
Nach dem Krieg machte das Schlachtschiff eine Auslandsreise nach Nordamerika, Stationen waren unter anderem Gibraltar, Ponta Delgada, Faial, Halifax, Boston, Newport, Topkinsville, New York, Philadelphia, Annapolis und Hampton Roads. Im Sommer 1922 machte der italienische König Viktor Emanuel III. auf der Conte di Cavour eine Reise zu den nach dem Krieg neu zu Italien hinzugekommenen Städten in der Adria. Im April 1925 transportierte sie Benito Mussolini nach Tripolis. Am 12. Mai 1928 wurde sie in Tarent außer Dienst gestellt und entwaffnet, fünf Jahre später 1933 für einen Umbau nach Triest verlegt. Dieser Umbau dauerte vier Jahre und ergab ein fast vollständig neues Schiff. Der 30,5-cm-Geschützturm mittschiffs wurde entfernt, bei den restlichen vier Geschütztürmen wurden die 30,5-cm-Geschütze durch aufbohren auf das neue Kaliber 32,0-cm kampfwertgesteigert. Neue Maschinen wurden eingebaut, die das Schiff mit einer Leistung von 93.000 WPS auf 28 Knoten bringen konnten. Zum Schutz gegen Torpedos wurde das neuentwickelte Pugliese-Torpedoverteidigungssystem eingebaut. Am 1. Juni 1937 nahm die Conte di Cavour wieder ihren Dienst in der Regia Marina auf.

### Zweiter Weltkrieg
Beim Kriegseintritt Italiens in den Zweiten Weltkrieg war das Schlachtschiff wieder in Tarent stationiert. Am 8. Juli 1940 nahm die Conte di Cavour an der Seeschlacht bei Punta Stilo teil, der ersten Auseinandersetzung zwischen der italienischen und der britischen Flotte. Während des britischen Angriffs auf Tarent erhielt sie in der Nacht vom 11. zum 12. November 1940 mittschiffs einen Torpedotreffer, der ein 12 × 8 Meter großes Loch in die Bordwand schlug. Das Pugliese-Torpedoverteidigungssystem erwies sich als Fehlkonstruktion, da sie die Wirkung des Torpedotreffers eher verstärkte als minderte, so dass es zu starken Wassereinbrüchen kam. Es wurde noch versucht, das Schlachtschiff nahe an der Küste auf Grund zu setzen, doch es versank noch im Außenhafen bis zu den Aufbauten im flachen Hafenwasser. 17 Besatzungsmitglieder verloren dabei ihr Leben.
Es dauerte bis Ende 1941, das Schiff zu heben und so weit zu reparieren, dass es zur Reparatur und Modernisierung nach Triest verlegt werden konnte. Am 10. September 1943 wurde die noch lange nicht wieder einsatzbereite Conte di Cavour nach dem Waffenstillstandsabkommen zwischen den Alliierten und Italien von den Deutschen erbeutet.
Überlegungen der Kriegsmarine, das Schiff als Schwimmende Batterie zu verwenden, wurden am 22. März 1944 wegen der dafür notwendigen Gestellung einer Besatzung von 833 Mann mit hohem Ausbildungsgrad verworfen. In der Begründung der Kriegsmarine heißt es: „Verwendung als schwimmende Batterie bedeutet Großbedarf wertvollen Personals bei nur beschränkter Verwendung.“ „Darüber hinaus erfordert Herstellung der Kriegsbereitschaft [der Conte di Cavour] erhebliche personelle und materielle Werftkapazität“.
Versuche, die Conte di Cavour instand zu setzen, endeten endgültig, als das Schiff bei einem Luftangriff am 15. Februar 1945 mehrere Treffer erhielt und kenterte. Nach dem Ende des Krieges wurden die Überreste 1947 verschrottet.